# Anže Berčič
Anže Berčič, slovenski kanuist, * 25. november 1990, Kranj.
Berčič je v disciplini C-1 ekipno osvojil bronasto medaljo na svetovnem prvenstvu 2014 na Deep Creek Laku ter na evropskih prvenstvih leta 2013 v Krakówu pracv tako bronasto medaljo, leta 2014 na Dunaju pa naslov evropskega prvaka. 